# 서철모 (1968년)
서철모(徐喆模, 1968년 7월 10일~)는 대한민국의 정치인이다. 민선 7기 경기도 화성시장을 역임했다.

## 학력
- 1985 ~ 1988 대일외국어고등학교 일본어과
- 1988 ~ 1992 공군사관학교 40기 학사
- 1993 ~ 1994 육군보병학교 위탁교육과정 수료
- 1995 ~ 1996 공군방공포병학교 수료

## 경력
- 사람사는세상 노무현재단 기획위원
- 화성시자원봉사센터 비상근이사
- 더불어민주당 전략기획위원회 위원
- 제19대 대통령선거 더불어민주당 문재인후보 중앙선거대책위원회 종합상황본부 선임팀장
- 제19대 대통령선거 더불어민주당 문재인후보 교육정책특보
- 2017.07 ~ 2018.03: 문재인 대통령비서실 제도개선비서관실 행정관
- 2018.07 ~ 2022.06: 제7대 민선 7기 경기도 화성시장(초선)
- 2025.: 제21대 대통령 선거 개혁신당 이준석 대통령 후보 공동선거대책위원장

## 전과
- 도로교통법위반: 벌금 2,000,000원 - 1998년 5월 18일 선고[1]
- 폭력행위등처벌에관한법률위반(야간·공동상해): 벌금 5,000,000원 - 2005년 8월 19일 선고[1]

## 역대 선거 결과
| 실시년도 | 선거      | 대수 | 직책 | 선거구      | 정당         | 득표수     | 득표율          | 순위 | 당락 | 비고           |
| -------- | --------- | ---- | ---- | ----------- | ------------ | ---------- | --------------- | ---- | ---- | -------------- |
| 2018년   | 지방 선거 | 7대  | 시장 | 경기 화성시 | 더불어민주당 | 182,608 표 | \| \| 59.08% \| | 1위  |      | 초선, 민선 7기 |
|          | 59.08%    |      |      |             |              |            |                 |      |      |                |